# Lapillopsis
Lapillopsis is een geslacht van uitgestorven stereospondyle temnospondyle Batrachomorpha (basale 'amfibieën') binnen de familie Lapillopsidae. Fossielen die behoren tot het geslacht zijn gevonden in de Arcadiaformatie (Rewan Group) van Queensland, Australië.

## Onderzoeksgeschiedenis
De typesoort en de enige bekende soort is Lapillopsis nana, in 1990 benoemd door de Australische wetenschappers Anne Warren en Mark Hutchinson. De naam is afgeleid van het Latijnse lapillus (kiezelsteentje) en het Oudgrieks -opsis (uiterlijk) als verwijzing naar het materiaal van deze soort dat wordt verzameld vanuit kleine rotsachtige knolletjes. De soortaanduiding is het Latijn nanus, 'dwerg'. Er zijn twee bekende exemplaren, beide bijna complete schedels met bijbehorende onderkaken en bijbehorende postcraniale elementen. Nog eens veertien exemplaren uit dezelfde vindplaats werden in 1999 beschreven door de Australische paleontoloog Adam Yates.

## Anatomie
Lapillopsis onderscheidde zich van de nauw verwante Rotaurisaurus uit Australië door verschillende kenmerken: 
- Een diepe, min of meer elliptische inkeping in de achterrand van het schedeldak, de incisura otica
- Een verkort achterste schedeldak
- Een brede ondiepe trog die zich uitstrekt van de achterste buitenhoek van het quadratojugale tot de achterrand van de oogkas
- Een wijd uitlopend voorste uiteinde van het dolkvormig uitsteeksel van de hersenpan
- Scheiding tussen het pterygoïde en het verhemeltebeen, resulterend in een ectopterygoïde die de interpterygoïde spleet omlijst
- Jukbeen eindigend op de voorrand van de oogkas

Vooral de schedel en onderkaak zijn bekend, waardoor een min of meer volledige reconstructie mogelijk is. Postcraniaal materiaal bestaat grotendeels uit de schoudergordel en voorpoten en enkele wervels.

## Fylogenetische verwantschappen
Toen het werd benoemd, werd Lapillopsis geïdentificeerd als een microfolide dissorofoïde, lid van een groep bijna uitsluitend voorkwam in het Paleozoïcum, met uitzondering van Micropholis uit het Karoo-bekken uit het Vroeg-Trias van Zuid-Afrika. Omdat computerondersteunde fylogenetica destijds niet algemeen beschikbaar waren, maakten de onderzoekers vergelijkingen van onderscheidende kenmerken met welke van andere clades bekend waren en vonden veel overeenkomsten met dissorofoïden. In die tijd bleef de dissorofoïde systematiek gedeeltelijk in beweging, vooral omdat het verband hield met verschillende landbewonende vormen met een klein lichaam. Warren en Hutchinson bliezen de Micropholidae nieuw leven in, oorspronkelijk gemaakt door Watson (1919), om zowel Micropholis als Lapillopsis te omvatten, met de opmerking dat de laatste verschillende apomorfieën van Dissorophoidea miste.
Yates' (1999) beschrijving van aanvullend materiaal van Lapillopsis en het nieuwe taxon Rotaurisaurus bracht hem ertoe de familie Lapillopsidae te creëren voor deze ongebruikelijke groep kleine stereospondylen. Yates' fylogenetische analyse, evenals die van Yates & Warren (2000), vond de lapillopsiden aan de basis van Stereospondyli. Een supertree-analyse door Ruta et al. (2003) plaatste ze in een heel andere positie: als de zustergroep van eryopoïden, dissorofoïden (inclusief moderne amfibieën) en zatracheïden.
Lapillopsis werd opgericht als de zustertaxa van Rotaurisaurus in een analyse uit 1999, waarin de Lapillopsidae werden opgericht als basale stereospondylen. De meest recente analyse van stereospondylomorfen door Eltink et al. (2019) vond Lapillopsis binnen de Lydekkerinidae, een andere kleine groep uit het Vroeg-Trias, als het zustertaxon van Lydekkerina, enigszins vergelijkbaar met de resultaten van McHugh's proefschrift uit 2012. Dit is in tegenspraak met eerdere studies waarin Lapillopsis is teruggevonden: buiten Lydekkerinidae maar als zijn zustergroep; met dissorofoïden; als het zustertaxon van kortsnuitige stereospondyle claden zoals lydekkeriniden en metoposauriden; of nauw verwant aan brachyopoïden. Er is een algemene consensus dat lapillopsiden op zijn minst stereospondylomorfen zijn, zo niet stereospondylen, maar daarbuiten is er geen duidelijke overeenstemming. Eerdere onderzoekers hebben in een analyse gewezen op de mogelijkheid dat de exemplaren geen volwassenen vertegenwoordigen of dat verminderde lichaamsgrootte in een analyse een in feite niet-bestaande verwantschap kan laten tonen met andere taxa met een klein lichaam, zoals lydekkeriniden.